# Raadhuis van Idaarderadeel
Het voormalige gemeentehuis van Idaarderadeel is gelegen aan de Stationsweg in de plaats Grouw in de Nederlandse gemeente Leeuwarden. Het werd in 1941 gebouwd naar een ontwerp van A.J. Kropholler als onderkomen van de voormalige gemeente Idaarderadeel.

## Huidig gebruik
In het gebouw is onder andere het Museum Hert fan Fryslân (voorheen De Trije Gritenijen) gevestigd. De collectie bestaat uit een goud-, zilver- en porseleinverzameling, een dorpenpresentatie en een Halbertsma-verzameling. In het gebouw zit verder een architectenbureau.
Het bouwwerk is erkend als rijksmonument.